# Alexej Kovaljov
Alexej Vjačeslavovič Kovaljov (rusky Алексей Вячеславович Ковалёв) (* 24. února 1973, Toljatti, Sovětský svaz) je bývalý ruský hokejový útočník, držitel Stanley Cupu ze sezony 1993/1994 s týmem New York Rangers a zlatý medailista ze ZOH 1992.

## Hráčská kariéra

### Klubová kariéra
Vrcholovou hokejovou kariéru začínal v Sovětském svazu v týmu HK Dynamo Moskva, kde také přispěl k titulu v roce 1991. Ve stejném roce byl také draftován do NHL týmem New York Rangers z 15. místa. V NHL debutoval v sezóně 1992/1993. Prosadil se a od počátku byl ceněn pro výbornou práci s holí a kvalitní střelu zápěstím. V sezóně 1993/1994 přispěl k zisku Stanley Cupu pro Rangers, když v play-off zaznamenal 21 bodů. V týmu hráli také jeho krajané Alexandr Karpovcev, Sergej Němčinov a Sergej Zubov, a tak se všichni stali prvními ruskými držiteli trofeje. V roce 1998 byl vyměněn (mj. za Petra Nedvěda) do Pittsburghu, později hrával za Montreal Canadiens, v době výluky v NHL se vrátil do Ruska. V rozehraném ročníku 2010/2011 začínal v Ottawa Senators, v průběhu sezóny byl ale vyměněn do Pittsburghu. V dresu Ottawy vstřelil 22. listopadu 2010 svůj tisící bod kariéry v NHL.

### Reprezentační kariéra
Reprezentoval ještě Sovětský svaz jako junior na Mistrovství Evropy do 18 let, poté v roce 1992 tým pod hlavičkou Společenství nezávislých států na MS juniorů, Zimních olympijských hrách i mistrovství světa. V této době dosáhl největších mezinárodních úspěchů – zlatou olympijskou medaili i vítězství na juniorském MS.
Později hrával již v národním týmu Ruska. Nastoupil v něm na dvou olympiádách, dvou turnajích mistrovství světa a dvou turnajích Světového poháru.

## Úspěchy a ocenění
Týmové
- zlato z mistrovství světa juniorů 1992 – s týmem Společenství nezávislých států (SNS)
- zlato ze Zimních olympijských her 1992 – tým SNS
- držitel Stanley Cupu (v roce 1994) – s New York Rangers
- bronz ze Zimních olympijských her 2002 – s týmem Ruska
- bronz ze mistrovství světa 2005 – v týmu Ruska

Individuální
- účastník NHL All-Star Game v letech 2001, 2003 a 2009, v roce 2009 byl kapitánem týmu Východu a byl jmenován nejužitečnějším hráčem utkání hvězd
- Hráč měsíce NHL – v únoru 2001
- člen druhého All-Star týmu NHL v roce 2008
- nejlepší útočník mistrovství světa 2005

## Rekordy
Ruské rekordy v NHL
- První ruský hráč draftovaný v prvním kole
- První ruský vítěz Stanley Cupu (spolu s Alexandrem Karpovcevem, Sergejem Němčinovem a Sergejem Zubovem)

## Klubové statistiky
| Sezona     | Klub                | Soutěž     | Základní část | Základní část | Základní část | Základní část | Základní část | Play off | Play off | Play off | Play off | Play off |
| Sezona     | Klub                | Soutěž     | Z             | G             | A             | B             | TM            | Z        | G        | A        | B        | TM       |
| ---------- | ------------------- | ---------- | ------------- | ------------- | ------------- | ------------- | ------------- | -------- | -------- | -------- | -------- | -------- |
| 1989–90    | HK Dynamo Moskva    | SSSR       | 1             | 0             | 0             | 0             | 0             | —        | —        | —        | —        | —        |
| 1990–91    | HK Dynamo Moskva    | SSSR       | 18            | 1             | 2             | 3             | 4             | —        | —        | —        | —        | —        |
| 1991–92    | HK Dynamo Moskva    | SSSR       | 33            | 16            | 9             | 25            | 20            | —        | —        | —        | —        | —        |
| 1992–93    | New York Rangers    | NHL        | 65            | 20            | 18            | 38            | 79            | —        | —        | —        | —        | —        |
| 1992–93    | Binghamton Rangers  | AHL        | 13            | 13            | 11            | 24            | 35            | 9        | 3        | 5        | 8        | 14       |
| 1993–94    | New York Rangers    | NHL        | 76            | 23            | 33            | 56            | 154           | 23       | 9        | 12       | 21       | 18       |
| 1994–95    | Lada Toljatti       | MHL        | 12            | 8             | 8             | 16            | 49            | —        | —        | —        | —        | —        |
| 1994–95    | New York Rangers    | NHL        | 48            | 13            | 15            | 28            | 30            | 10       | 4        | 7        | 11       | 10       |
| 1995–96    | New York Rangers    | NHL        | 81            | 24            | 34            | 58            | 98            | 11       | 3        | 4        | 7        | 14       |
| 1996–97    | New York Rangers    | NHL        | 45            | 13            | 22            | 35            | 42            | —        | —        | —        | —        | —        |
| 1997–98    | New York Rangers    | NHL        | 73            | 23            | 30            | 53            | 44            | —        | —        | —        | —        | —        |
| 1998–99    | New York Rangers    | NHL        | 14            | 3             | 4             | 7             | 12            | —        | —        | —        | —        | —        |
| 1998–99    | Pittsburgh Penguins | NHL        | 63            | 20            | 26            | 46            | 37            | 10       | 5        | 7        | 12       | 14       |
| 1999–00    | Pittsburgh Penguins | NHL        | 82            | 26            | 40            | 66            | 94            | 11       | 1        | 5        | 6        | 10       |
| 2000–01    | Pittsburgh Penguins | NHL        | 79            | 44            | 51            | 95            | 96            | 18       | 5        | 5        | 10       | 16       |
| 2001–02    | Pittsburgh Penguins | NHL        | 67            | 32            | 44            | 76            | 80            | —        | —        | —        | —        | —        |
| 2002–03    | Pittsburgh Penguins | NHL        | 54            | 27            | 37            | 64            | 50            | —        | —        | —        | —        | —        |
| 2002–03    | New York Rangers    | NHL        | 24            | 10            | 3             | 13            | 20            | —        | —        | —        | —        | —        |
| 2003–04    | New York Rangers    | NHL        | 66            | 13            | 29            | 42            | 54            | —        | —        | —        | —        | —        |
| 2003–04    | Montreal Canadiens  | NHL        | 12            | 1             | 2             | 3             | 12            | 11       | 6        | 4        | 10       | 8        |
| 2004–05    | Ak Bars Kazaň       | RSL        | 35            | 10            | 12            | 22            | 80            | 4        | 0        | 0        | 0        | 8        |
| 2005–06    | Montreal Canadiens  | NHL        | 69            | 23            | 42            | 65            | 76            | 6        | 4        | 3        | 7        | 4        |
| 2006–07    | Montreal Canadiens  | NHL        | 73            | 18            | 29            | 47            | 78            | —        | —        | —        | —        | —        |
| 2007–08    | Montreal Canadiens  | NHL        | 82            | 35            | 49            | 84            | 70            | 12       | 5        | 6        | 11       | 8        |
| 2008–09    | Montreal Canadiens  | NHL        | 78            | 26            | 39            | 65            | 74            | 4        | 2        | 1        | 3        | 2        |
| 2009–10    | Ottawa Senators     | NHL        | 77            | 18            | 31            | 49            | 54            | —        | —        | —        | —        | —        |
| 2010–11    | Ottawa Senators     | NHL        | 54            | 14            | 13            | 27            | 28            | —        | —        | —        | —        | —        |
| 2010–11    | Pittsburgh Penguins | NHL        | 20            | 2             | 5             | 7             | 16            | 7        | 1        | 1        | 2        | 10       |
| RUS celkem | RUS celkem          | RUS celkem | 99            | 35            | 31            | 66            | 153           | 4        | 0        | 0        | 0        | 8        |
| NHL celkem | NHL celkem          | NHL celkem | 1302          | 428           | 596           | 1024          | 1298          | 123      | 45       | 55       | 100      | 114      |

### Reprezentační statistiky
| 1990                   | SSSR 18                | MEJ do 18 let          | 6  | 4  | 3  | 7  | 6  |
| 1991                   | SSSR 18                | MEJ do 18 let          | 5  | 8  | 3  | 11 | 8  |
| 1992                   | SNS 20                 | MSJ                    | 7  | 5  | 5  | 10 | 2  |
| 1992                   | SNS                    | ZOH                    | 8  | 1  | 2  | 3  | 14 |
| 1992                   | Rusko                  | MS                     | 6  | 0  | 1  | 1  | 0  |
| 1996                   | Rusko                  | SP                     | 5  | 2  | 1  | 3  | 8  |
| 1998                   | Rusko                  | MS                     | 6  | 5  | 2  | 7  | 14 |
| 2002                   | Rusko                  | ZOH                    | 6  | 3  | 1  | 4  | 4  |
| 2004                   | Rusko                  | SP                     | 4  | 2  | 1  | 3  | 4  |
| 2005                   | Rusko                  | MS                     | 9  | 3  | 4  | 7  | 16 |
| 2006                   | Rusko                  | ZOH                    | 8  | 4  | 2  | 6  | 4  |
| Seniorská repr. celkem | Seniorská repr. celkem | Seniorská repr. celkem | 52 | 20 | 14 | 34 | 64 |